# 데스만
데스만(desman)은 2개의 유라시아 두더지류(두더지과) 종 중 하나에 속하는 식충동물의 총칭이다.
종의 목록은 다음과 같다:
- Desmana속
  - 러시아데스만 (D. moschata)
- Galemys속
  - 피레네데스만 (G. pyrenaicus)

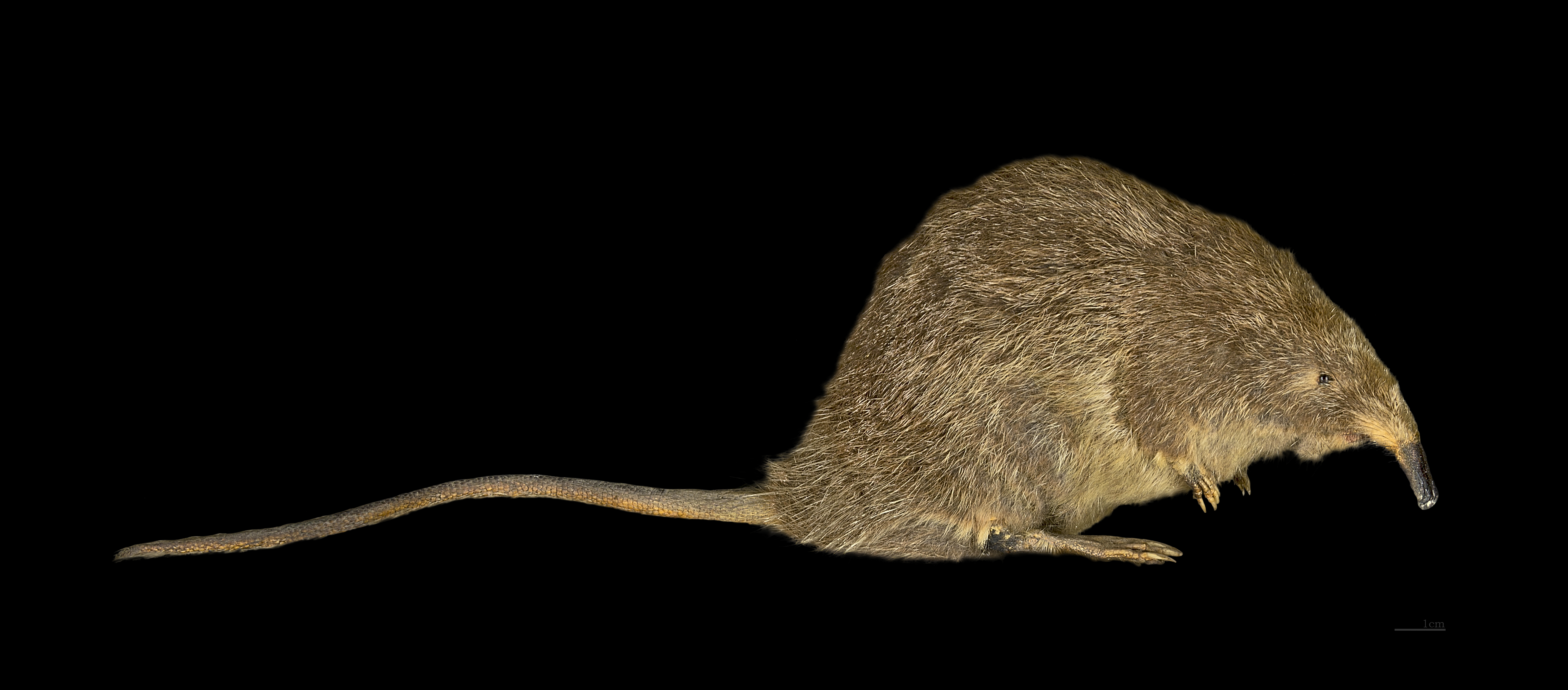
피레네데스만

## 미디어에서

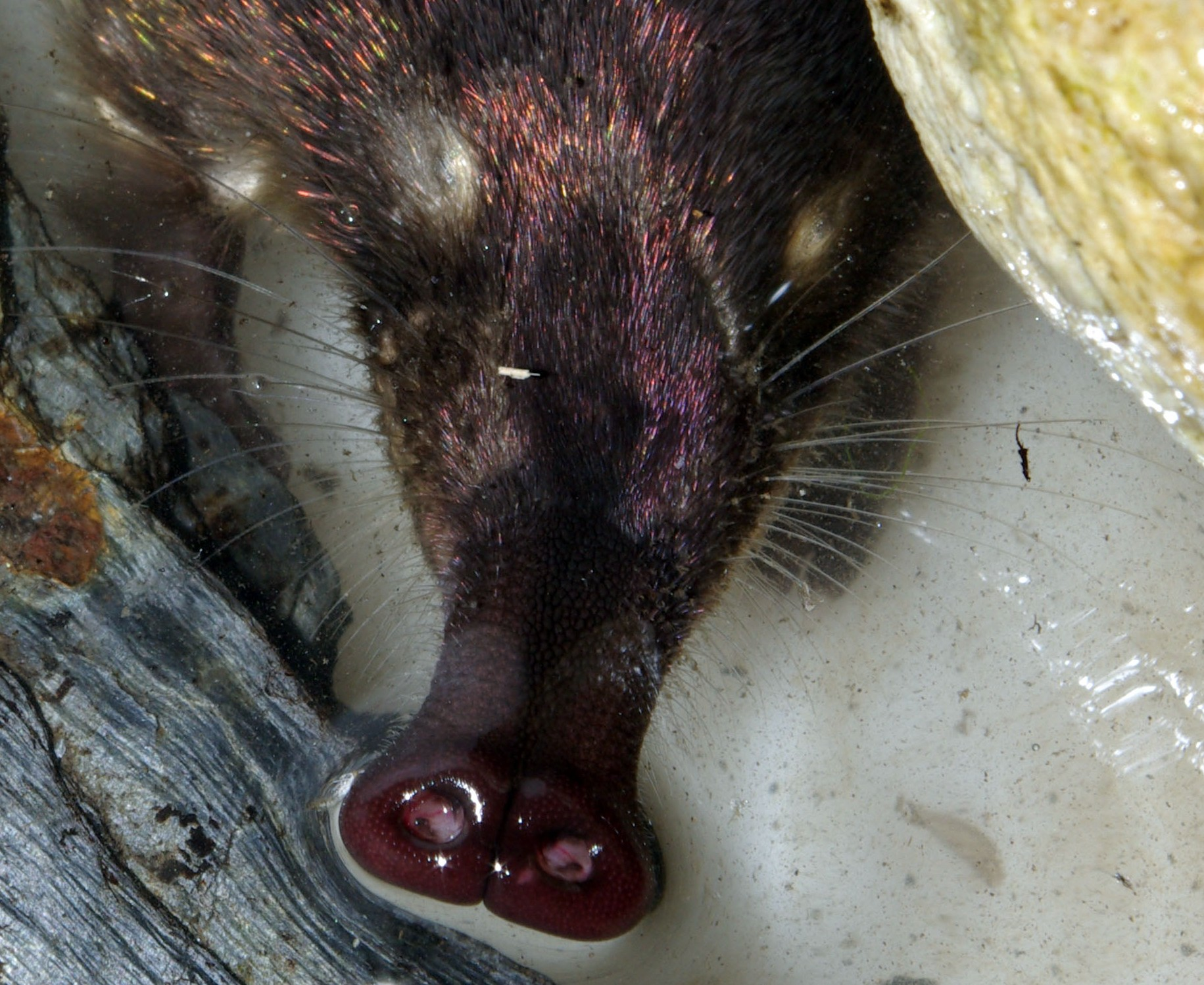
피레네데스만의 코

- Morelle, Rebecca (2012년 9월 4일). “Pyrenean desman: On the trail of Europe's weirdest beast”. BBC 뉴스 온라인. 2012년 9월 5일에 확인함. video report
- “Russians rally for water mammal”. BBC 뉴스 온라인. 2006년 6월 9일. 2012년 9월 5일에 확인함.